# كأس تونس 1978–79
كأس تونس لكرة القدم 1978-1979 هو الموسم رقم 23 منذ الاستقلال وال48 منذ إنشائه من كأس تونس لكرة القدم.

فاز بهذا الموسم الترجي الرياضي التونسي، وجاء ثانيا نادي سكك الحديد الصفاقسي.

## روابط خارجية
- الموقع الرسمي للجامعة التونسية لكرة القدم.